# براد دالتون
براد دالتون (بالإنجليزية: Brad Dalton)‏ مواليد 12 سبتمبر 1959 في سيدني، هو لاعب كرة سلة أسترالي معتزل. بدأ مسيرته الاحترافية في سنة 1979. حمل الرقم 14. مثّل منتخب بلاده. شارك في دورة الألعاب الأولمبية الصيفية سنة 1984. اعتزل اللعب في 1991.

## سجل المنافسة
شارك في المنافسات التالية:
- الألعاب الأولمبية الصيفية 1984
- الألعاب الأولمبية الصيفية 1988

## روابط خارجية
- براد دالتون على موقع الاتحاد الدولي لكرة السلة (الإنجليزية)
- براد دالتون على موقع ريلجم (الإنجليزية)
- براد دالتون على موقع سبورتس رفرنس (الإنجليزية)
- براد دالتون على موقع أوليمبيديا (الإنجليزية)
- براد دالتون على موقع اللجنة الأولمبية الأسترالية (الإنجليزية)